# 圣奥朗克卡佐 (热尔省)
圣奥朗克卡佐（法語：Sainte-Aurence-Cazaux）是法国热尔省的一个市镇，属于米朗德区（Mirande）米埃朗县（Miélan）。该市镇总面积9.54平方公里，2009年时的人口为123人。

## 人口
圣奥朗克卡佐人口变化图示